# Bailyjevi biseri
Bailyjevi biseri (tudi diamantni prstani) so pojav, pri katerem se na fotografiji sončevega mrka zaradi negladkega luninega limba vidi različno velike snope svetlobe. Ta pojav se imenuje po Francisu Bailyju, ki je pojav kot prvi opisal leta 1836, na podlagi od nekaj sekund trajajočega videnja. Pojav sicer lahko traja največ 2 minuti.